# Uíge
Uíge é uma cidade e município, capital da província do Uíge. É a localidade mais populosa da província, o centro econômico regional, além de ser a melhor dotada de infraestruturas.
Segundo as projeções populacionais de 2018, elaboradas pelo Instituto Nacional de Estatística, conta com uma população de 581 835 habitantes e área territorial de 2 500 km², sendo o município mais populoso da província.

## Etimologia
O nome do município deriva da primitiva localidade do Uíge, onde foi fundado um posto militar pelos portugueses em 1917, que viria a ser a sede da circunscrição do Bembe a partir de 1923 e posteriormente sede do concelho do mesmo nome.
Há várias explicações para o nome Uíge, que comporta também as grafias Uíje (língua portuguesa arcaica) e Wizi (língua congo), onde a principal vertente diz vir de uma expressão da língua congo "wizidi", que significa "chegada", em alusão aos primeiros portugueses que se fixaram na região. Outra vertente correlaciona o nome ao rio Uíge.
Na época colonial, a cidade detinha o nome de "Carmona", dada em 1955 como homenagem ao ex-presidente da república portuguesa Óscar Carmona, falecido aos 18 de abril de 1951. A cidade manteve este nome até à independência de Angola em 1975. Nessa altura, o nome "Carmona" foi substituído por "Uíge", seu nome inicial.

## História
Não há registros históricos de aldeamentos no local onde atualmente encontra-se a cidade de Uíge antes da expedição lusitana feita pelo alferes Júlio Tomáz Berberan, entre 1916 e 1917. O registro existe a partir da própria expedição, que encontrou um povoado na área.

### Período colonial
A iniciativa de formação de uma localidade na região da cidade de Uíge partiu do governador colonial Massano de Amorim. O governador comissionou, em 1916, o alferes Tomás Berberan a ir ao soba Banzo, do povoado do Candombe (atualmente bairro do Candombe Velho), com o intuito de solicitar formalmente a instalação de um posto militar ali. O soba Banzo achou boa a proposta, visto a promessa de aumento do comércio na área, autorizando a construção de um posto militar avançado.
Tomás Berberan procurou informar o parecer favorável do soba ao governador Massano de Amorim, que por determinação da portaria nº 60, de 6 de abril de 1917 formalizou a construção do posto militar local onde se encontrava o antigo povoado do Candombe e hoje é a cidade do Uíge. Em 1923, o posto passou a sede da circunscrição e, mais tarde, ao de conselho do Bembe.
Em 1946 o governo colonial decide transferir a capital do distrito do Congo (atual província do Uíge) da cidade de Maquela do Zombo para a ainda denominada vila de Uíge.
Em 1955, a até então vila do Uíge passou a designar-se vila Marechal Carmona, em honra do antigo presidente português Óscar Carmona, e; em 1955 é finalmente elevada à categoria de cidade, mais apropriada a sedes de distritos. Somente readquiriu o nome original de Uíge em 1975.
A 30 de maio de 1962 a cidade de Carmona foi feita Comendadora da Antiga e Muito Nobre Ordem Militar da Torre e Espada, do Valor, Lealdade e Mérito (ComTE).

### Período das guerras
Na década de 1970, devido à grande riqueza que o café proporcionou, Uíge era uma cidade próspera, com muitas infraestruturas que outras cidades não tinham. Tinha um aeroporto, aeroclube, piscina, colégio, escola técnica, uma delegação do Banco de Angola, Rádio Clube do Uíge, Grande Hotel do Uíge, Clube Recreativo do Uíge, Hospital e todos os serviços públicos.
Na década de 1960 e na de 1970 o MPLA e a FNLA disputavam com o poder colonial o controle da cidade, com a FNLA conseguindo mais sucesso nos primeiros anos, até que Portugal consegue retomar a região. A iminência do Acordo do Alvor fez os movimentos partirem para guerra total, fazendo com que ocorressem embates fratricidas. Assim, na Guerra Civil Angolana (1975-2002), Uíge foi uma das localidades mais castigadas, tendo suas casas destruídas e suas infraestruturas seriamente abaladas.

## Geografia

### Demografia

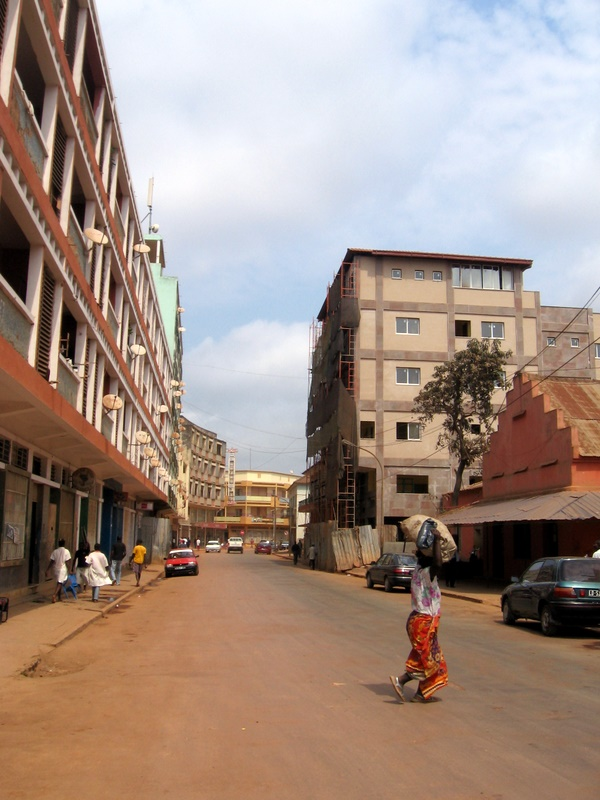
Aspecto de uma rua da cidade do Uíge, em 2008.

A população do município do Uíge é composta por uma fração etnolinguística de relativa maioria de congos, em especial de subgrupos bazombos. A despeito dessa relativa maioria de congos-bazombos, existem populações de ambundos, chócues, ovimbundos, além de estrangeiros quinxassa-congoleses. Por outro lado, os casamentos interculturais compõem uma massa grande de miscigenados angolanos.

### Subdivisões
O município é constituído pela comuna-sede, equivalente à cidade de Uíge, e ainda pelas comunas de Luanga, Casseche e Cancungo. Já a cidade do Uíge está dividia em muitos bairros; esses bairros, por sua vez, são organizados em zonas, a saber:
Zona Norte
Composto principalmente pelos bairros do Papelão e do Gai. Nesta zona estão o Quartel General da Região Militar Norte, e o centro de processamento e distribuição de gás natural da cidade.
Zona Sul
Composto pelos bairros de Quindenuco, Capesu e Gigi. Abriga o SIAC e um novo projecto urbanístico.
Zona Leste
É a área de povoamento mais antiga da urbe, pois ali localiza-se o bairro do Candombe Velho (ou Cidade Alta), além dos bairros do Candombe Novo, Pedreira, Paviterra, Piscina, Quilamba Quiaxi, Bemba-Gango e Popular. Nesta zona está situada a Esquadra Central do Uíge.
Zona Oeste
É onde encontram-se os bairros Paco e Bens, Aeroporto, Ana Paula, Condo e Bens, além do próprio bairro do Centro. Neste último bairro estão o centro financeiro, a sede do Governo Provincial do Uíge, a Justiça Militar, o Palácio dos Ministérios, os Correios de Angola, além das Direcções Provinciais das Finanças, Agricultura, Geologia e Minas e outros.

## Economia
Não existem dados oficiais e indicadores estatísticos divulgados sobre o produto interno bruto da municipalidade, nem mesmo de padrões de participação de setores econômicos, ou ainda dados sobre desigualdade e desenvolvimento socioeconômico.
O município ainda registra grandes produções agrícolas e pecuárias, de maneira relevante no café, no cacau e na mandioca, e; na criação de gado e aves, para corte, leite e ovos.
Já o setor industrial é vocacionado para a atividade agroindustrial, de processamento de carnes, leite, couro e ovos, além de beneficiamento de alimentos secos, bebidas e construção civil.
O comércio enquadra-se nas atividades formais, onde vê-se os mercados, lojas e centros de compras, competindo com um imenso comércio informal, realizado nas ruas e mercados populares. Mesmo com essa característica, o município uigeense é, de longe, o maior centro atacadista da província.
Nos serviços, o município do Uíge dispõe de grande oferta em matéria financeira, administrativa, além de especializados como entretenimento, saúde e educação.

## Infraestrutura

### Transportes
Por meio da rodovia EN-220 Uíge tem acesso às localidades de Songo, ao norte, e; Negage, ao sudeste. Outra rodovia é a EN-120, que dá acesso ao Quitexe, ao sul.
A cidade também é servida pelo Aeroporto Manuel Quarta Mpunza, com oferta reativa de voos.

### Educação
No campo educacional, Uíge sedia as estruturas da Universidade Kimpa Vita, e do Instituto Superior de Ciências da Educação do Uíge, que oferta cursos de licenciatura e pós-graduação aos habitantes da cidade.

## Cultura e lazer
O Uíge tem duas festividades católicas de grande relevo, sendo a Procissão de São Francisco de Assis e a Procissão do Corpo e Sangue de Cristo. Ambas as manifestações religiosas são capitaneadas pela Diocese Católica do Uíge. Há, ainda, a Diocese Anglicana do Cristo Rei do Uíge.
A principal prática esportiva da cidade é o futebol, tanto que duas equipas locais jogam nos campeonatos nacionais, a saber: Agremiação Desportiva Stad'Uíge e Santa Rita de Cássia Futebol Clube.